# Maschinengewehr 34
Maschinengewehr 34 (njemački za "strojna puška 34") je njemačka strojnica razvijena u Drugom svjetskom ratu.
Razvoj Maschinengewehr 34 je službeno bio pripisan glavnom inženjeru tvrtke Rheinmetall-Borsig iz Sömmerdea, Louisu Stangeu, iako je većinu radova izveo Heinrich Vollmer iz Mauser Werkea u Oberndorfu uvrštavajući detalje s oružja LMG 32, MG Dreyse 13 i Solothurn MG 30.

## Detalji dizajna i uporaba
MG 34 je bilo vrlo kvalitetno i lako prenosivo oružje. Glavni nedostatak ove strojne puške bila je njegova visoka cijena proizvodnje, komplicirana konstrukcija, ali i potreba od zapanjujućih 49 kilograma čelika za njegovu izradu. MG 34 je bio korišten i u zrakoplovstvu ovaj put pod nazivom MG 81. Također je korišten i kao protutenkovsko i protuzrakoplovno oružje. Ovaj teški mitraljez smatra se prvim suvremenim univerzalnim oružjem iz 2 svjetskog rata sa zračnim hlađenjem. 
Zamijenjen je s MG 42, svojom uvelike poboljšanom verzijom, ali je visoka cijena proizvodnje MG 42 produžila život starijoj 34-ci koji je ostao naknadno u uporabi kao pričuvni mitraljez njemačkih rezervista tako da se proizveo u nešto više od 354 tisuće primjeraka do kraja rata.
Međutim, iako je MG 34 bio značajno poboljšanje nad oružjima iz 1. svjetskog rata, kvaliteta izrade i dizajna uzrokovala je sporu proizvodnju i vrlo visoku cijenu od 327 reichsmarke po komadu. Iako briljantnog dizajna, precizni strojno obrađeni dijelovi pokazali su se vrlo osjetljivim i podložnim kvarenju u teškim uvjetima kod terenskog korištenja. Mehanizam za punjenje ovisio je o silama trzaja tj. oružje je imalo 2 prekidača, jedan za poluautomatsku i jedan za automatsku vatru.

## O oružju, streljivu i inačicama
MG 34 je bio dug 122,5 cm, a sama cijev oko 60 cm. Kalibar je bio standardni Mauserov 7,92mm, a maksimalna brzina (V0) metka iznosila je 755 m/s. Raniji modeli izbacivali su između 600 i 1000 metaka po minuti, što je bilo omogućeno pritiskom na prekidač. Ubrzo je ovaj način napušten te većina modela nije imala takav prekidač, a mitraljezi su već u tvornicama fiksirani na 800 i 900 metaka po minuti. No, imao je MG 34 i drugih inačica osim standardne.
MG 34 S isprobavan je na istočnoj fronti. Zbog mnogo kraće cijevi (smanjenje od 10 cm), MG 34 S je postizao nevjerojatnu brzinu od čak 1 700 metaka u minuti. Međutim, ovo je drastično smanjilo pouzdanost i dugoročnost samog oružja, a sam skupocjeni materijal vrlo brzo je poslao ovo oružje u povijest.
MG 34/41 je bila druga inačica, jedna od rijetkih koje su zapravo uspjele doći do proizvodnje. Mitraljez se sastojao od mnogo novih dijelova, a njegove mogućnosti su bile čak 1 200 metaka po minuti. Duljina puške je bila oko 112 cm, a cijevi oko 56 cm. Proizvedeno ih je samo 1 707 (po nekim izvorima 1 705) komada između veljače i lipnja 1942. godine.
Dugoročnost (izdržljivost) cijevi bila je između 5 i 6 tisuća okretaja (1 ispaljen metak=1 okretaj) uzimajući u obzir da se zamjenjuje u skladu s uputama. Zbog velike osjetljivosti na prljavštinu i podložnosti habanju prilikom terenskog korištenja, bilo je preporučljivo držati MG 34 u bilo kakvim prevoznim sredstvima čak i nakon uvođenja novog MG 42 što bi značilo osloboditi MG 42 od uporabe kod obične pješadije i koristiti ga samo kao oružje namontiramo na prevozna sredstva.

## Vanjske poveznice
- http://turtledove.wikia.com/wiki/Maschinengewehr_34
- http://www.oocities.org/pizzatest/panzerfaust5.htm
- http://www.dday-overlord.com/eng/mg_34.htm  Arhivirana inačica izvorne stranice od 22. listopada 2012. (Wayback Machine)